# L'amante di Porfiria
L'amante di Porfiria (Porphyria's Lover) è un monologo drammatico di Robert Browning, pubblicato per la prima volta nel 1836 col titolo Porfiria ed in seguito nel 1842 nelle sue Liriche drammatiche.
Ebbe un impatto immenso sul pubblico vittoriano che rimase scioccato dalla descrizione della morte di Porfiria che viene strangolata coi suoi stessi capelli dall'amante, che dopo averla uccisa descrive la felicità per quell'atto.